# Николаидис, Иоаннис
Иоаннис Николаидис (греч. Ιωάννης Νικολαΐδης; род. 4 января 1971) — греческий шахматист, гроссмейстер (1995).

## Шахматная карьера
Двукратный чемпион Греции (1995 и 2017). Многократный победитель командных чемпионатов Греции в составе клубов «Кидон» (2000, 2003—2004, 2006), «Коринтиас» (2013) и «Перистериу» (2015).
В составе сборной Греции участник следующих соревнований:
- 7 Олимпиад (1994—2006);
- 6 командных чемпионатов Европы (1997, 2001—2003, 2011, 2015—2017);
- 2 Балканиады (1993—1994).

Участник 3-х Кубков европейских клубов в составе команд «Перистериу» (1996) и «Кидон» (2001 и 2003).
Участник 4-го личного чемпионата Европы (2003) в Стамбуле (+1 −4 =8).
Многократный участник командных чемпионатов Греции в составе различных клубов (1996—2000, 2003—2016). Выиграл 14 медалей в команде (6 золотых, 6 серебряных и 2 бронзовые), а также 7 медалей в индивидуальном зачёте (4 золотые, 2 серебряные, 1 бронзовую).
По состоянию на январь 2025 года занимал 10-ю позицию в рейтинг-листе активных греческих шахматистов и 12-е место среди всех шахматистов Греции.

## Спортивные достижения
| Год  | Город   | Турнир         | + | − | = | Результат | Место |
| ---- | ------- | -------------- | - | - | - | --------- | ----- |
| 1994 | Москва  | 31-я Олимпиада | 5 | 4 | 2 | 6 из 11   |       |
| 1996 | Ереван  | 32-я Олимпиада | 3 | 4 | 5 | 5½ из 12  |       |
| 1998 | Элиста  | 33-я Олимпиада | 2 | 3 | 5 | 4½ из 10  |       |
| 2000 | Стамбул | 34-я Олимпиада | 5 | 1 | 6 | 8 из 12   |       |
| 2002 | Блед    | 35-я Олимпиада | 3 | 0 | 5 | 5½ из 8   |       |
| 2004 | Кальвиа | 36-я Олимпиада | 0 | 0 | 6 | 3 из 6    |       |
| 2006 | Турин   | 37-я Олимпиада | 3 | 0 | 3 | 4½ из 6   |       |
|      |         |                |   |   |   | из        |       |

## Изменения рейтинга
| Графики недоступны из-за технических проблем. См. информацию на Фабрикаторе и на mediawiki.org. |